# Abantis eltringhami
Abantis eltringhami là một loài bướm ngày thuộc họ Bướm nhảy. Loài này được tìm thấy ở Cameroon.